# Millfield (Tyne and Wear)
Millfield – dzielnica miasta Sunderland, w Anglii, w Tyne and Wear, w dystrykcie Sunderland. Leży 1 km od centrum miasta Sunderland, 15,1 km od miasta Newcastle upon Tyne i 387,5 km od Londynu. W 2011 miejscowość liczyła 11 958 mieszkańców.